# لورن پری
لورن پری (انگلیسی: Lauren Perry؛ زادهٔ ۵ آوریل ۲۰۰۱) بازیکن فوتبال اهل بریتانیا است.
وی همچنین در تیم‌های ملی فوتبال Northern Ireland women's national under-17 football team, Northern Ireland women's national under-19 football team، و Northern Ireland women's national football team بازی کرده‌است.